# NGC 6789
NGC 6789 is een onregelmatig sterrenstelsel in het sterrenbeeld Draak. Het hemelobject werd op 30 augustus 1883 ontdekt door de Amerikaanse astronoom Lewis A. Swift.

## Synoniemen
- UGC 11425
- MCG 11-23-1
- ZWG 323.11
- KDWG 260
- PGC 63000